# برانكو ميهايلوفيتش
برانكو ميهايلوفيتش هو لاعب كرة قدم صربي في مركز الهجوم، ولد في 20 فبراير 1991 في بلغراد في صربيا. لعب مع راد بيوغراد ونادي بارتيزان ونادي تشوكاريتشكي ونادي لوفتشين.

## وصلات خارجية
- برانكو ميهايلوفيتش على موقع قاعدة بيانات كرة القدم.إي يو (الإنجليزية)
- برانكو ميهايلوفيتش على موقع Soccerway.com (الإنجليزية)